# クラリオンガール
クラリオンガールは、カーオーディオメーカー・クラリオンが1975年（昭和50年）から約30年に渡ってほぼ毎年選出していたキャンペーンガールである。人気芸能人への登竜門として知られたが、後年には、様々な分野での活躍が期待される女性への顕彰に変わっていた。

## 概要
1975年に初代のアグネス・ラムが選ばれて以降、烏丸せつこ、宮崎ますみ、蓮舫、大河内志保、立河宜子、原千晶といった著名タレントを生み出してきた。1997年（平成9年）までは水着審査などグラビアアイドル的な容姿が重視され、芸能界デビューの登竜門といわれていた。
1998年から「クラリオンガール・スカラーシップ」と改名され、目標や夢の実現に向け頑張る人を応援するという企画として「何かしら目標を持ち、それに突き進む女性」という選考基準が採用され、水着審査は廃止された。
2002年には中断したが、2003年からは、フジテレビジョンとの共催によるインターネット・携帯サイト連動型企画として「クラリオンガール・オーディション」の名称で再開された。企画内容も「メディアデビューを目標とし音楽を愛する女性」に変更となり、歌唱、楽器演奏、ダンス、DJなどなどが審査対象になった。しかし、クラリオンが日立製作所に買収された2006年（平成18年）の選出を最後に終了した。

## 歴代クラリオンガール
- 第1回：アグネス・ラム（1975年）
- 第2回：マイレ・デール（1976年）
- 第3回：サビーネ・金子（1977年）
- 第4回：堀川まゆみ（1978年）
- 第5回：田中なおみ（1979年）
- 第6回：烏丸せつこ（1980年）
- 第7回：長谷川由美（1981年）
- 第8回：大竹かおる（1982年）
- 第9回：香川えみ（1983年）
- 第10回：黒川ゆり（1984年）
- 第11回：宮崎ますみ（1985年）
- 第12回：塩川美佳（1986年）
- 第13回：川島みき（現・川島だりあ、1987年）
- 第14回：蓮舫（1988年）
- 第15回：結城めぐみ（1989年）
- 第16回：かとうれいこ（1990年）

- 第17回：上田祥子（1991年）
- 第18回：大河内志保（1992年）
- 第19回：立河宜子（1993年）
- 第20回：高田美佐（1994年）
- 第21回：原千晶（1995年）
- 第22回：泉尚子（現：湶尚子、1996年）
- 第23回：河西りえ（1997年）
- 第24回：相沢紗世（1998年）
- 第25回：搭堂なつ（1999年）
- 第26回：はづき藍（2000年）
- 第27回：エリアンナ（2001年）
- 第28回：通山愛里（2003年）
- 第29回：葵（2004年）
- 第30回：佐野光来（2005年）
- 第31回：尹うり （2006年）